# Städtische Galerie im Schlosspark Strünkede

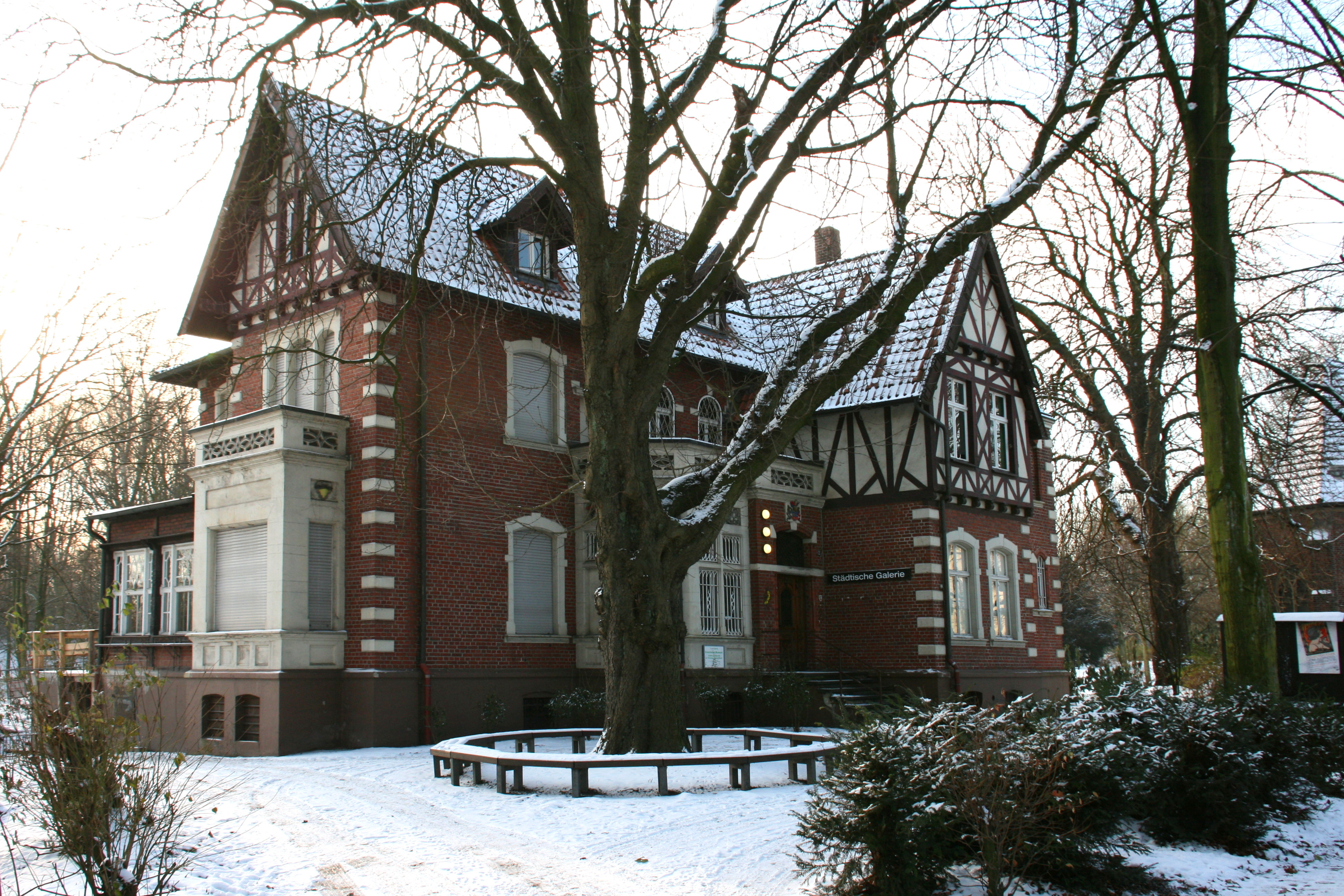
Frontansicht

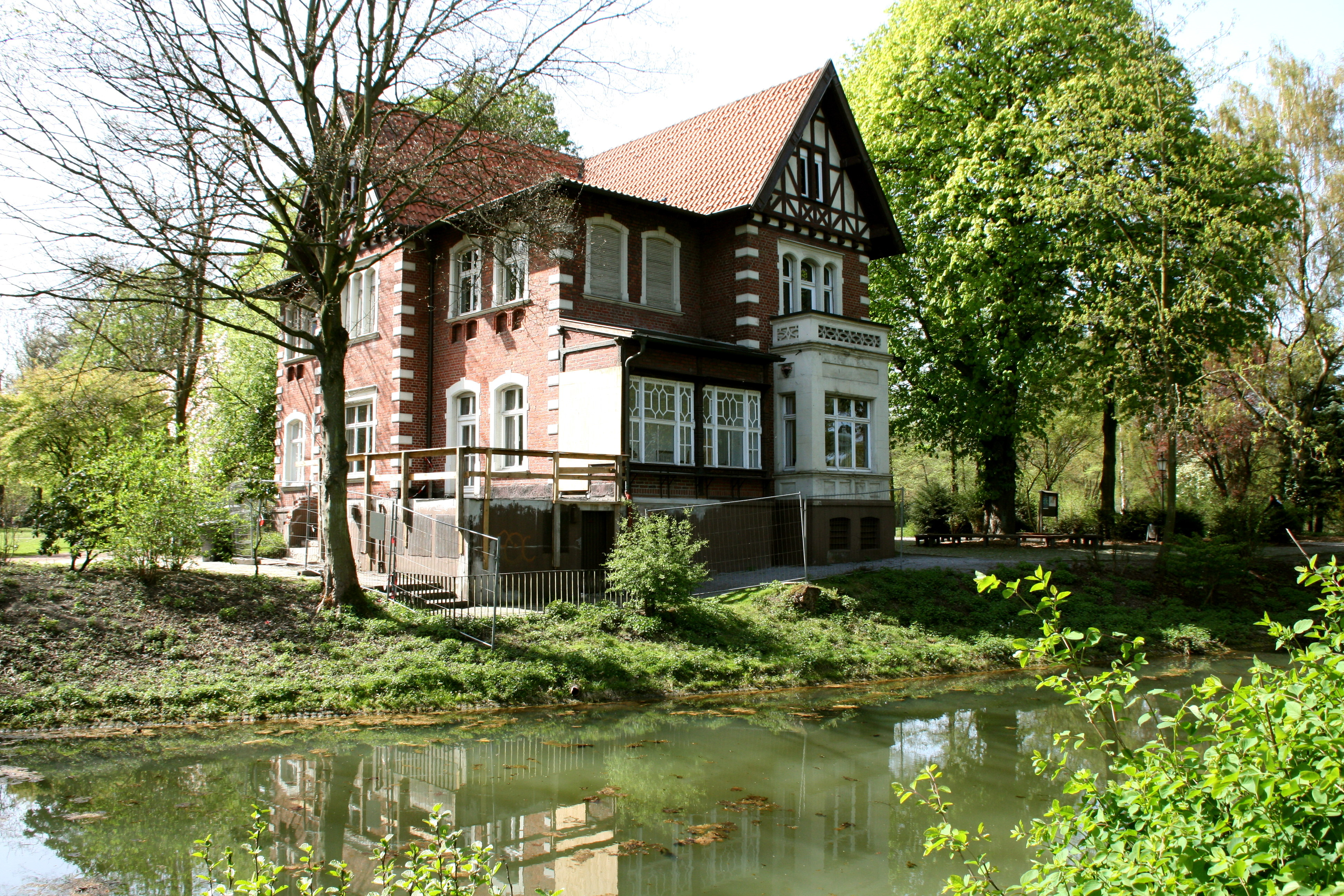
Seitenansicht

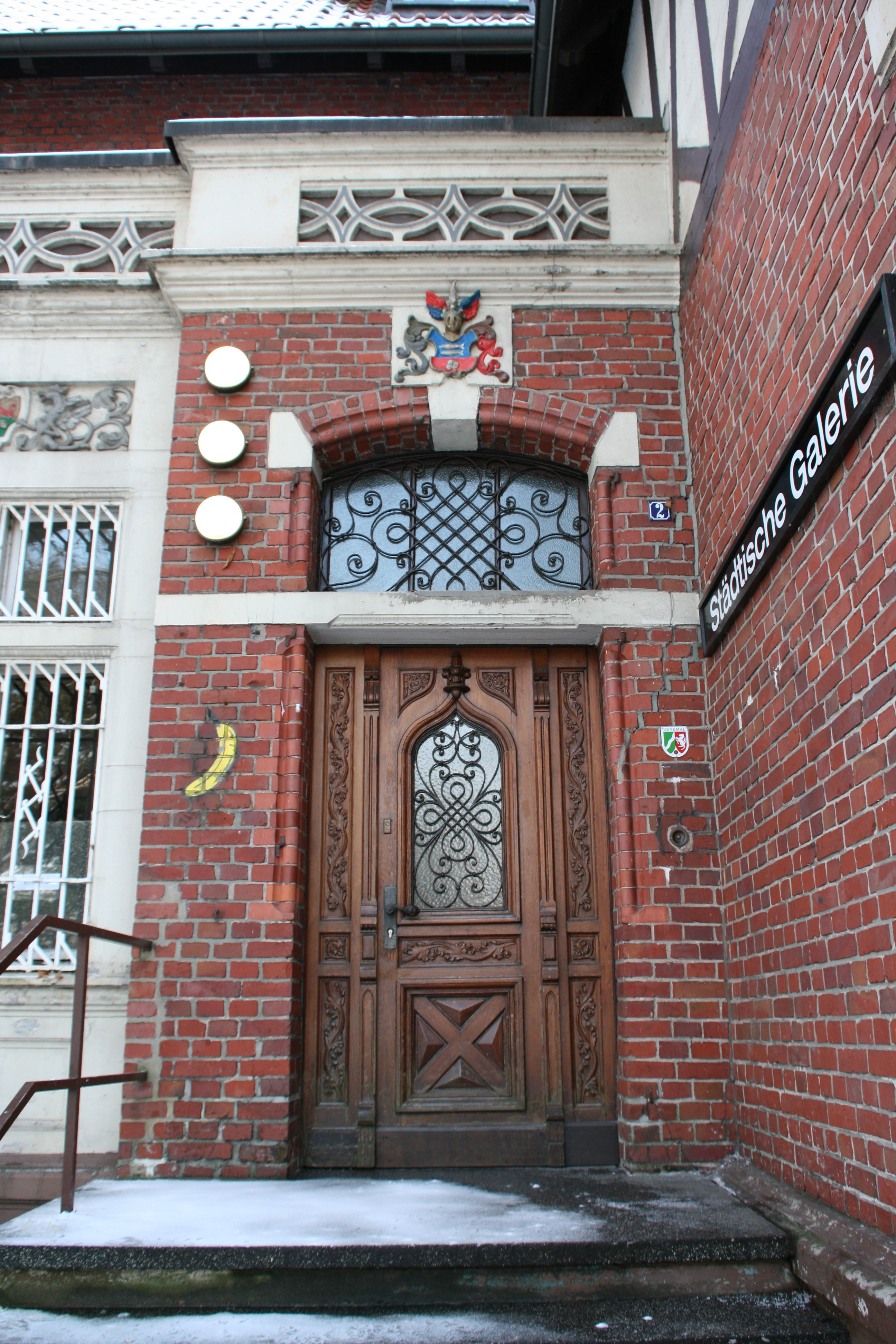
Eingangsportal

Die Städtische Galerie im Schlosspark Strünkede in Herne ist einer der drei Standorte des Emschertal-Museums und im Netzwerk der RuhrKunstMuseen vertreten.

## Geschichte
Die Villa wurde 1896 im Auftrag der Familie von Forell als Wohnhaus in unmittelbarer Nähe von Schloss Strünkede neben der Schlosskapelle errichtet, da das Schloss selbst aufgrund von Bergschäden nicht mehr zur Nutzung durch die Familie geeignet war.
Das Ziegelsteingebäude ist durch die Gliederung durch Erker mit Fachwerkgiebeln, Terrasse und Wintergarten aufwändig gestaltet. Im Jahr 1900 verließ die Familie von Forell Herne. Danach wurde die Villa von den Direktoren der Harpener Bergwerks-AG bewohnt, die Haus und Schloss in ihren Besitz übernommen hatte.
Schließlich erwarb die Stadt Herne 1960 die Villa, um neben den festen Sammlungen im benachbarten Schloss Strünkede auch Sonderausstellungen zeigen zu können, und richtete sie im Jahr 1961 zu Ausstellungszwecken ein, zugleich erfolgte ihre Angliederung als Heimathaus zum städtischen Emschertal-Museum. Erst vereinzelt, ab 1964 regelmäßig fanden in Trägerschaft des Volksbildungswerkes Gruppenausstellungen zeitgenössischer Kunst und Einzelausstellungen Herner und regionaler Künstler statt, während im Obergeschoss Exponate zur Heimatgeschichte gezeigt wurden. Um 1970 wurden jährlich zehn Ausstellungen organisiert. Die Stadt Herne nutzt das Haus nach der Umbenennung in Städtische Galerie Herne seit 1978 für Ausstellungen von Gemälden, Zeichnungen, Druckgraphiken und Skulpturen der Kunst des 20. Jahrhunderts aus den Kunstbeständen des Emschertal-Museums, sowie aktueller Grafik deutscher und internationaler Künstler. Neben Wechselausstellungen werden auch kulturhistorische Zusammenstellungen wie „Möbel en détail“ (1995, zur Wohnkultur) oder „Pest im Ruhrgebiet“ (1998) dargeboten.
Am 19. Juni 1986 wurde das Gebäude zusammen mit der Schlossanlage Strünkede in die Liste der Baudenkmäler der Stadt Herne eingetragen. Von August 2016 bis September 2017 war die Galerie aufgrund der Behebung statischer Mängel am Fachwerkgiebel geschlossen.

## Sammlung
Im Besitz des Hauses befinden sich Exponate der Klassischen Moderne, Werke des Naturalismus, Expressionismus und gegenstandsbezogene Arbeiten, Gemälde von Max Clarenbach sowie bildhauerische Arbeiten von Ingeborg Bukor, Adolf Luther, Gerhard Marcks, Bruno Unkhoff und Fritz Viegener.
Der Schwerpunkt liegt auf Handzeichnungen und über 3.500 Einzelblättern von Arbeiten auf Papier nach 1945. Über 150 Zeichnungen von Albert Kelterbaum sowie über 60 Lithografien von A. Paul Weber finden sich im Bereich Karikatur und Kritische Grafik. Salvador Dalí ist mit 100 Lithographien zu Dantes Göttlicher Komödie vertreten. Unter den druckgraphischen Erzeugnissen befinden sich Arbeiten von Pablo Picasso und Marc Chagall, die die Stadt in den 1950er und 1960er Jahren erwarb, sowie von Max Ernst, Georges Braque, und Pierre Soulages. Weitere Ankäufe in den 1990er Jahren waren Blätter von Joseph Beuys, Georg Meistermann und der Gruppe ZERO.
Mit Bruno Foltynowicz, Lothar Gambke und Jupp Gesing sind Maler der 1949 gegründeten regionalen Künstlergruppe „Herner Künstler“ vertreten, Gustav Deppe, Emil Schumacher, Heinrich Siepmann und Thomas Grochowiak aus dem 1948 in Recklinghausen gegründeten Kreis junger westen sowie Helmut Bettenhausen, Bernd Damke, Rolf Glasmeier, Kuno Gonschior, Friedrich Gräsel, Günter Tollmann und Ewerdt Hilgemann der 1969 in Gelsenkirchen gegründeten Künstlergruppe B 1 und Vertreter der informellen Malerei wie Rolf Cavael, Emil Cimiotti, Günter Drebusch und Fritz Winter.
Als Zeichner sind vertreten Bernhard Heisig, Rolf Kuhrt, Wolfgang Schmitz, Ossip Zadkine und Horst Janssen, von dem die Galerie neben zwei Zeichnungen mehrere Radierungen besitzt.
Ferner gibt es eine Reihe von Objekten zur Geschichte und Technik der Druckgraphik. Eine Präsenzbibliothek für Kunst, Kultur und Regionalgeschichte mit mehr als 20.000 Bänden ist im ebenfalls im Schlosspark gelegenen Verwaltungsgebäude beherbergt.

## Ausstellungen (Auswahl)
- 1961: Arbeiten von Marc Chagall
- 1962: Überblicksausstellung von Werken in städtischem Besitz
- 1978/79: Geschriebene Impressionen. Hans Kaiser
- 1979: Retrospektive. Robert Imhof
- 1984: Gerhard Konopa
- 1985: Gruppenausstellung mit Hermann EsRichter, Peter Könitz, Wulf Nolte, Werner Vogt, Wolfgang Liesen
- 1986: Fotografien. Regina Schmeken, Arbeiten von 1980 bis 1985
- 1989: Ansichten von Herne. Herner Kulturtage. Edmund Schuitz

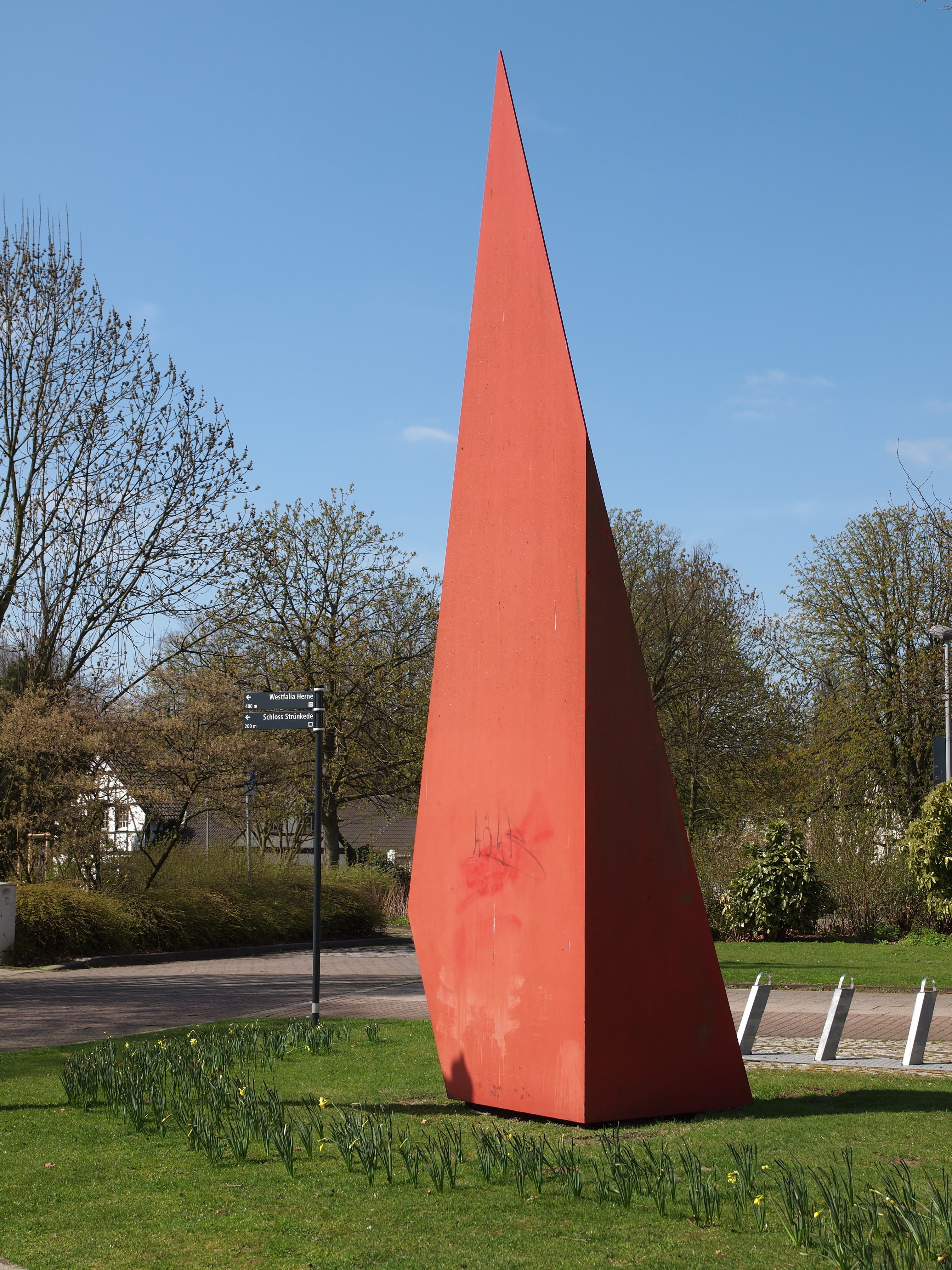
Cubecrack, Karl-Brandt-Weg, Herne

- 1992: Vom Strich zum Raum. Paul Isenrath
- 1995: Sechs Cracks. HD Schrader, Installation der Kunstachse: 6 Skulpturen, die von der Städtischen Galerie zu den Flottmann-Hallen führen.[12]
- 1996: BePunkt. Helmut Bettenhausen
- 1997: Farbe, Bewegung, Licht. Dorothea Fischer
- 1997: Seht, welch ein Mensch. Ismail Çoban, Zeichnungen 1976–1996
- 1997:  Frakturen. Christel Klippert, Gabriele Laubinger
- 1997: Rückschau: Fünf Herner Künstler. Wilhelm Imhof, Heinrich Wurm, Edmund Schuitz, Robert Imhof, Günter Senge
- 1998: DUO. Jupp Gesing (Ölbilder), Ulla Potthoff (Papierarbeiten)
- 1998: Pest im Ruhrgebiet. Seuchen und Krankheiten im 17. Jahrhundert
- 1998: Schauplätze Herne. 28. Jahresausstellung des Westdeutschen Künstlerbundes
- 1999: Herne in der Kunst. Kunst in Herne. Mit Exponaten von Heinrich Everz, Ludwig Hohlwein, Wilhelm Kreis, Wilhelm Riefstahl, Wolfgang Schmitz, HD Schrader,  Edmund Schuitz
- 2000: Ramayana. Klaus Ritterbusch, Tuschearbeiten
- 2000: Bücher-Zeiten. Rolf Escher
- 2001: Retrospektive. Günter Dworak
- 2002: Bilder vom Wasser. Ludmilla von Arseniew
- 2003: Malerei und Zeichnung. Karin Kahlhofer, Arbeiten 1992–2002
- 2003: Stadtlandschaft Ruhrgebiet. Malerei und Zeichnungen. Günter Senge
- 2003: Von Menzel bis Macke.[13]
- 2004: Gunther Gerlach
- 2006: organische geometrie. Eberhard Ross, Rolf Nolden
- 2010: Wasserspiegel. Harald Hilscher, Susanne Kutter, Auftakt zur Ausstellungsreihe liquid area der RUHR.2010
- 2012: Wortgewand – Sprache in der Kunst. Jochem Ahmann
- 2013: Werner Schlegel
- 2014: Gemälde aus 30 Jahren. Bernd Damke
- 2015: Tintenherz, Wilde Hühner und Gespensterjäger – Die fantastischen Bildwelten von den frühen Kinderbüchern bis Reckless. Cornelia Funke
- 2016: Sehen jenseits der Augen. Karl Krüll, Christa von Seckendorff
- 2021: 51°32‘48″ N | 07°08‘18″ E – Positionen 1958 bis 2021. Helmut Bettenhausen